# Cathédrale Saint-Guy de Rijeka
Cette  cathédrale n’est pas la seule cathédrale Saint-Guy.
La cathédrale Saint-Guy (Vitus) est un édifice religieux catholique qui est église cathédrale du diocèse de Rijeka, en Croatie. Construite comme église du collège jésuite en 1638 elle devient cathédrale en 1922 lorsque la ville de Fiume (aujourd’hui : Rijeka) devient diocèse.

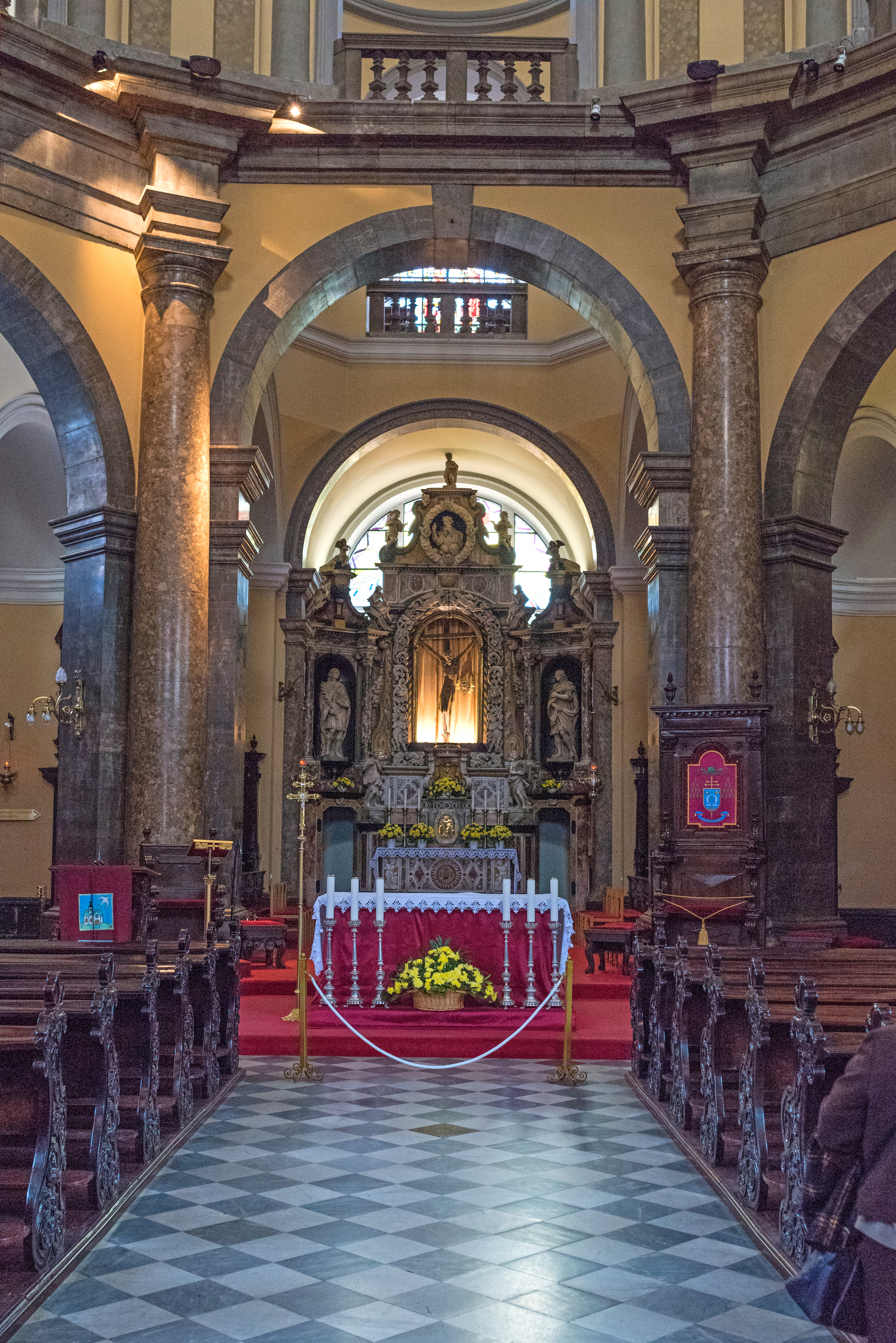
La nef (circulaire) et le maître-autel de la cathédrale.

## Histoire
Les Jésuites arrivent à Rijeka (alors connu sous le nom italien de ‘Fiume’), dans la république de Raguse, pour y fonder un collège en 1628. Fiume est un port important sur la mer Adriatique. L’influence de l’Empire ottoman diminue. L’église du collège est construite en 1638 et placée sous la protection de saint Guy, continuant la tradition d’un sanctuaire du Moyen âge. L’architecte en est le frère jésuite Giacomo Briano, originaire de Modène (1589-1649) qui avait déjà à son actif plusieurs édifices religieux en Pologne et Italie du Nord.
Trois siècles plus tard, lorsque - en 1922 - la ville de Fiume devient la capitale d’un éphémère État libre de Fiume l’église des Jésuites devient église cathédrale du diocèse (vicariat apostolique ?) créé pour le nouvel état, et bientôt, en 1925 (après annexion de l’État libre de Fiume par l’Italie), du diocèse de Rijeka (nouveau nom de Fiume). En 1969, Rijeka devient un archidiocèse (cette fois en Yougoslavie) , gardant la même église cathédrale.

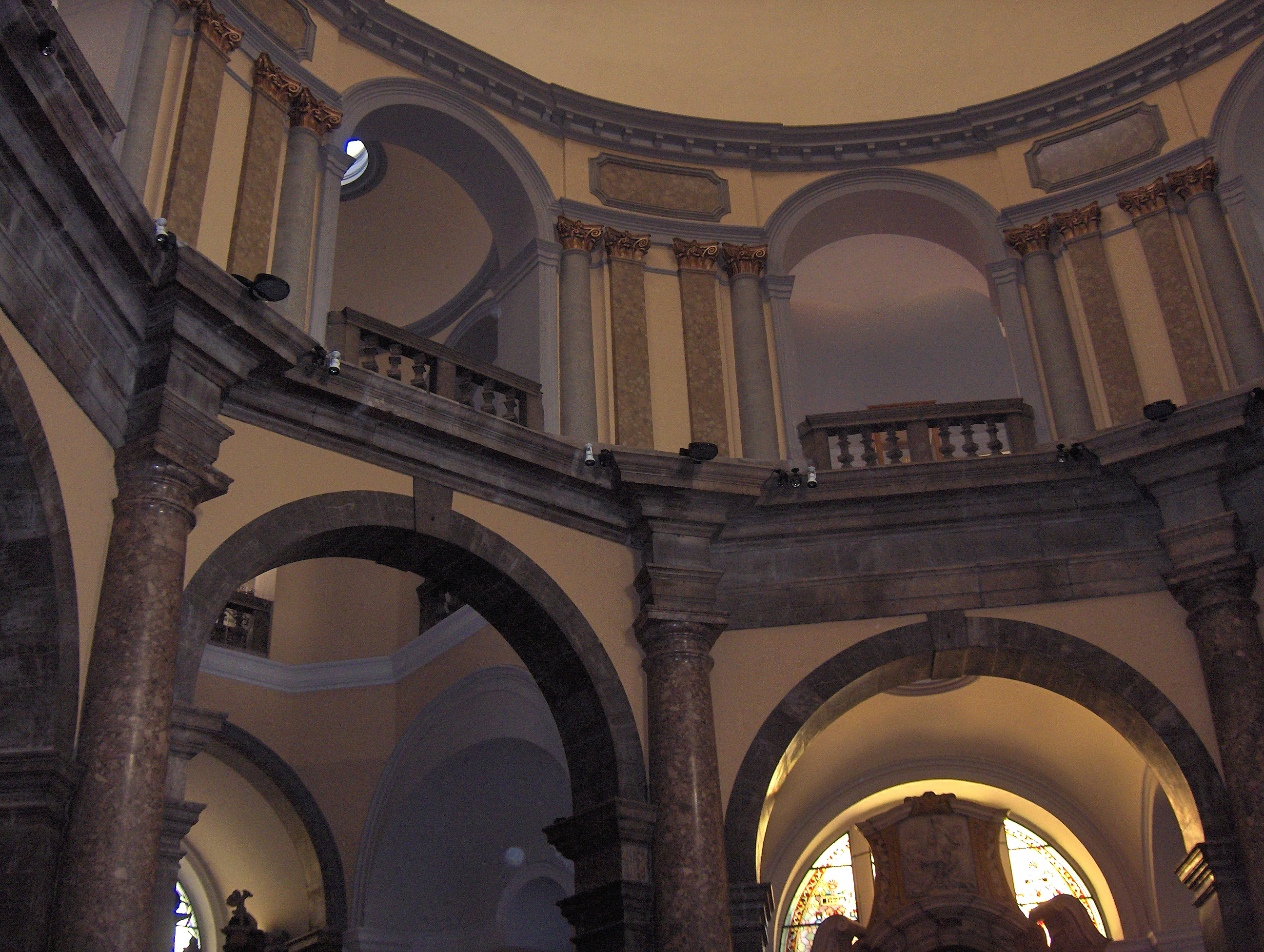
Le niveau supérieur de la cathédrale

## Description
L’église  est un bâtiment circulaire à trois étages, avec un portail sans prétention sur son côté sud-ouest. Cette forme architecturale, comparable à une rotonde, est inhabituelle dans cette partie de l'Europe. Elle comprend cependant des éléments baroques et gothiques, y compris une belle statuaire baroque à l'intérieur.

## Anecdotes
- Même si éphémère l’État libre de Fiume (1922-1924) eut l’occasion d’émettre en 1923 quelques timbres dont les trois plus courants prirent comme illustration la statue de saint Guy[1] de l’église cathédrale (‘Poste di Fiume’ : 30 et 50 centesimi, 1 lira). Dès 1924 ils circulaient avec la surimpression : ‘Regno d’Italia’…
- La cathédrale est représentée au verso du billet de banque croate de 100 kuna, émis en 1993 et 2002[2].